# Сатьяварт Кадіян
Сатьяварт Кадіян (англ. Satyawart Kadian; нар. 8 листопада 1993) — індійський борець вільного стилю, срібний та чотириразовий бронзовий призер чемпіонатів Азії, чемпіон Південноазійських ігор, дворазовий чемпіон Співдружності, срібний призер Ігор Співдружності.

## Життєпис
Боротьбою почав займатися з 2006 року. У 2010 році став бронзовим призером літніх юнацьких Олімпійських ігор. У 2013 році завоював бронзовну медаль чемпіонату світу серед юніорів.
Виступає за борцівський клуб міста Рохтак, штат Хар'яна. Тренер — Сатьяван Кадіян.
У 2017 році за спортивні досягнення був нагороджений премією «Арджуна».

### Родина
Його батько Сатьяван Кадіян є тренером з боротьби, який і тренує Сатьяварта. Старший брат Сатьяварта Сомвір теж є борцем, він — чемпіон Азії серед юніорів, чемпіон Співдружності, бронзовий призер Ігор Співдружності.
У 2017 році Сатьяварт Кадіян взяв шлюб із Сакші Малік. Сакші — індійська борчиня, триразова срібна та триразова бронзова призерка чемпіонатів Азії, чемпіонка та бронзова призерка чемпіонату Співдружності, чемпіонка, срібна та бронзова призерка Ігор Співдружності, бронзова призерка Олімпійських ігор.

## Спортивні результати на міжнародних змаганнях

### Виступи на Чемпіонатах світу
| Змагання                        | Збірна | Вагова категорія          | Місце |
| ------------------------------- | ------ | ------------------------- | ----- |
| Чемпіонат світу з боротьби 2013 | Індія  | вільна боротьба, до 96 кг | 12    |
| Чемпіонат світу з боротьби 2017 | Індія  | вільна боротьба, до 97 кг | 9     |
| Чемпіонат світу з боротьби 2021 | Індія  | вільна боротьба, до 97 кг | 13    |

### Виступи на Чемпіонатах Азії
| Змагання                       | Збірна | Вагова категорія          | Місце  |
| ------------------------------ | ------ | ------------------------- | ------ |
| Чемпіонат Азії з боротьби 2014 | Індія  | вільна боротьба, до 97 кг | Бронза |
| Чемпіонат Азії з боротьби 2017 | Індія  | вільна боротьба, до 97 кг | 8      |
| Чемпіонат Азії з боротьби 2019 | Індія  | вільна боротьба, до 97 кг | Бронза |
| Чемпіонат Азії з боротьби 2020 | Індія  | вільна боротьба, до 97 кг | Срібло |
| Чемпіонат Азії з боротьби 2021 | Індія  | вільна боротьба, до 97 кг | Бронза |
| Чемпіонат Азії з боротьби 2022 | Індія  | вільна боротьба, до 97 кг | Бронза |

### Виступи на Азійських іграх
| Змагання           | Збірна | Вагова категорія          | Місце |
| ------------------ | ------ | ------------------------- | ----- |
| Азійські ігри 2014 | Індія  | вільна боротьба, до 97 кг | 5     |

### Виступи на Південноазійських іграх
| Змагання                   | Збірна | Вагова категорія          | Місце  |
| -------------------------- | ------ | ------------------------- | ------ |
| Південноазійські ігри 2019 | Індія  | вільна боротьба, до 97 кг | Золото |

### Виступи на Кубках світу
| Змагання                    | Збірна | Вагова категорія          | Місце |
| --------------------------- | ------ | ------------------------- | ----- |
| Кубок світу з боротьби 2014 | Індія  | вільна боротьба, до 97 кг | 6     |
| Кубок світу з боротьби 2016 | Індія  | вільна боротьба, до 97 кг | 7     |
| Кубок світу з боротьби 2020 | Індія  | вільна боротьба, до 97 кг | 9     |

### Виступи на Чемпіонатах Співдружності
| Змагання                                | Збірна | Вагова категорія          | Місце  |
| --------------------------------------- | ------ | ------------------------- | ------ |
| Чемпіонат Співдружності з боротьби 2013 | Індія  | вільна боротьба, до 96 кг | Золото |
| Чемпіонат Співдружності з боротьби 2016 | Індія  | вільна боротьба, до 97 кг | Золото |

### Виступи на Іграх Співдружност
| Змагання                | Збірна | Вагова категорія          | Місце  |
| ----------------------- | ------ | ------------------------- | ------ |
| Ігри Співдружності 2014 | Індія  | вільна боротьба, до 97 кг | Срібло |

### Виступи на інших змаганнях
| Змагання                                                         | Збірна | Вагова категорія          | Місце  |
| ---------------------------------------------------------------- | ------ | ------------------------- | ------ |
| Турнір міста Сассарі з боротьби 2014                             | Індія  | вільна боротьба, до 97 кг | Срібло |
| Кубок Тахті 2015                                                 | Індія  | вільна боротьба, до 97 кг | 13     |
| Pro Wrestling League 2015                                        | Індія  | команда                   | 6      |
| Олімпійський кваліфікаційний турнір з боротьби 2016 (Астана)     | Індія  | вільна боротьба, до 97 кг | 5      |
| Олімпійський кваліфікаційний турнір з боротьби 2016 (Улан-Батор) | Індія  | вільна боротьба, до 97 кг | 8      |
| Pro Wrestling League 2017                                        | Індія  | команда                   | 5      |
| Pro Wrestling League 2018                                        | Індія  | команда                   | 5      |
| Турнір міста Сассарі з боротьби 2019                             | Індія  | вільна боротьба, до 97 кг | 11     |
| Турнір Яшара Догу 2019                                           | Індія  | вільна боротьба, до 97 кг | 9      |
| Меморіал Маттео Пелліконе 2020                                   | Індія  | вільна боротьба, до 97 кг | 12     |
| Меморіал Маттео Пелліконе 2021                                   | Індія  | вільна боротьба, до 97 кг | 8      |
| Олімпійський кваліфікаційний турнір з боротьби 2020 (Алмати)     | Індія  | вільна боротьба, до 97 кг | Бронза |
| Олімпійський кваліфікаційний турнір з боротьби 2020 (Софія)      | Індія  | вільна боротьба, до 97 кг | 11     |

### Виступи на змаганнях молодших вікових груп
| Змагання                                      | Збірна | Вагова категорія           | Місце  |
| --------------------------------------------- | ------ | -------------------------- | ------ |
| Літні юнацькі Олімпійські ігри 2010           | Індія  | вільна боротьба, до 100 кг | Бронза |
| Чемпіонат світу з боротьби серед юніорів 2012 | Індія  | вільна боротьба, до 120 кг | 15     |
| Чемпіонат світу з боротьби серед юніорів 2013 | Індія  | вільна боротьба, до 96 кг  | Бронза |